# Rūdolfs Blaumanis
Rūdolfs Blaumanis (født 1. januar 1863 i Ērgļi i Guvernement Livland, død 4. september 1908 i Punkaharju i Storfyrstendømmet Finland) var en lettisk forfatter, journalist og dramatiker, og anses for at være én af de største forfattere i den lettiske historie og i særdeleshed en mester i litterær realisme.
Blaumanis studerede ved den tidligere tyske handelsskole i Riga, og hans første publikation udkom i 1882 på tysk. Efter faderens død i 1894 boede Blaumanis både i sit barndomshjem samt i en lejlighed i Riga; en lejlighed der siden er blevet indrettet som museum over hans forfatterskab og liv. I 1902 flyttede Blaumanis til Sankt Petersborg, hvor han arbejdede som journalist og redaktør ved det lettiske tidsskrift Pēterburgas avīzes (Petersborgs aviser). Efter sin hjemkomst i 1904 arbejdede han for avisen Latvija. Rūdolfs Blaumanis døde på et sanatorium for tuberkulose-patienter i Finland, kun 45 år gammel.